# Saint-Amand-Magnazeix
Saint-Amand-Magnazeix – miejscowość i gmina we Francji, w regionie Nowa Akwitania, w departamencie Haute-Vienne.
Według danych na rok 1990 gminę zamieszkiwało 521 osób, a gęstość zaludnienia wynosiła 17 osób/km² (wśród 747 gmin Limousin Saint-Amand-Magnazeix plasuje się na 247. miejscu pod względem liczby ludności, natomiast pod względem powierzchni na miejscu 161.).

## Populacja

Populacja Saint-Amand-Magnazeix w latach 1962–2008